# FA Cup 2022-2023 (turni di qualificazione)
I turni di qualificazione della FA Cup 2022-2023 hanno inaugurato la 142ª edizione della competizione di calcio ad eliminazione diretta più antica al mondo. Vi hanno preso parte 640 squadre dal 5º al 10º livello del sistema calcistico inglese.

## Formato
Sono stati ammesse, a completamento dei posti disponibili, 11 squadre di 10º livello, vale a dire Abbey Hey, Andover New Street, Brixham, Folland Sports, Hinckley, Liskeard Athletic, New Mills, Newport, Radford, Warminster Town, e Wincanton Town.
| Fase                    | Turno                           | Partite | Squadre | Squadre entrate | Premio squadra vincente | Premio squadra perdente | Campionati entranti                                                                                    |
| ----------------------- | ------------------------------- | ------- | ------- | --------------- | ----------------------- | ----------------------- | --- |
| Turni di qualificazione | Turno extra preliminare         | 208     | 416→208 | 416             | £1.125                  | £375                    | N&S&I Divisions One (95 club peggio piazzati), CC&HFL&SCEF&SSMFL, 10ª divisione (club meglio piazzati) |
| Turni di qualificazione | Turno preliminare               | 136     | 272→136 | 64              | £1.444                  | £481                    | N&S&I Divisions One                                                                                    |
| Turni di qualificazione | Primo turno di qualificazione   | 112     | 224→112 | 88              | £2.250                  | £750                    | N&S&I Premier Division                                                                                 |
| Turni di qualificazione | Secondo turno di qualificazione | 80      | 160→80  | 48              | £3.375                  | £1.125                  | National North & South                                                                                 |
| Turni di qualificazione | Terzo turno di qualificazione   | 40      | 80→40   |                 | £5.625                  | £1.875                  | |
| Turni di qualificazione | Quarto turno di qualificazione  | 32      | 64→32   | 24              | £9.375                  | £3.125                  | National League                                                                                        |

## Risultati

### Turno extra preliminare
Il sorteggio per il turno extra preliminare delle fasi di qualificazione si è tenuto il 8 luglio 2022, ed è stato effettuato tenendo conto di criteri di vicinanza geografica. Vi hanno preso parte 310 squadre del 9º livello, 95 peggio piazzati dell'8º livello e le 11 squadre del 10º livello.
| Squadra 1                      | Risultato | Squadra 2                      |
| ------------------------------ | --------- | ------------------------------ |
| 5 agosto 2022                  |           |                                |
| Redcar Athletic (9)            | 1–2       | Seaham Red Star (9)            |
| Market Drayton Town (9)        | 2–1       | Shifnal Town (9)               |
| Wroxham (8)                    | 1–2       | Dereham Town (8)               |
| Walsham-le-Willows (9)         | 1–6       | St Neots Town (8)              |
| Thetford Town (9)              | 2–2       | Soham Town Rangers (9)         |
| Stansted (9)                   | 1–0       | Hadley (8)                     |
| Ascot Utd (9)                  | 2–1       | Cribbs (9)                     |
| Bishop's Cleeve (8)            | 4–1       | Wantage Town (9)               |
| Baffins Milton Rovers (9)      | 4–1       | Alton (9)                      |
| 6 agosto 2022                  |           |                                |
| North Shields (8)              | 2–1       | Knaresborough Town (9)         |
| Garforth Town (9)              | 0–1       | Pontefract Collieries (8)      |
| Newcastle Benfield (9)         | 2–0       | Crook Town (9)                 |
| Goole (9)                      | 4–1       | Consett (8)                    |
| Sunderland RCA (9)             | 3–1       | Hebburn Town (8)               |
| West Auckland Town (9)         | 1–2       | Carlisle City (9)              |
| Bridlington Town (8)           | 3–1       | Whitley Bay (9)                |
| Thornaby (9)                   | 1–3       | Kendal Town (9)                |
| Tadcaster Albion (8)           | 1–1       | Tow Law Town (9)               |
| Ashington (9)                  | 3–2       | Newton Aycliffe (9)            |
| North Ferriby (9)              | 3–0       | Northallerton Town (9)         |
| Guisborough Town (9)           | 0–1       | Bishop Auckland (9)            |
| Penrith (9)                    | 0–2       | West Allotment Celtic (9)      |
| Heaton Stannington (9)         | 1–0       | Pickering Town (9)             |
| Thackley (9)                   | 1–1       | Ramsbottom United (8)          |
| Yorkshire Amateur (9)          | 2–2       | Charnock Richard (9)           |
| Silsden (9)                    | 1–0       | Burscough (9)                  |
| Whitchurch Alport (9)          | 2–0       | Vauxhall Motors (9)            |
| Wythenshawe Town (9)           | 0–2       | Macclesfield (8)               |
| Colne (8)                      | 2–1       | 1874 Northwich (8)             |
| Glossop North End (8)          | 1–0       | Emley (9)                      |
| Skelmersdale Utd (8)           | 2–1       | Padiham (9)                    |
| Longridge Town (9)             | 0–1       | West Didsbury & Chorlton (9)   |
| Ossett Utd (8)                 | 2–0       | New Mills (10)                 |
| Prestwich Heys (9)             | 1–1       | Litherland REMYCA (9)          |
| Trafford (8)                   | 6–0       | AFC Liverpool (9)              |
| Winsford Utd (9)               | 1–1       | Widnes (8)                     |
| Irlam (9)                      | 0–4       | Avro (9)                       |
| Barnoldswick Town (9)          | 1–1       | Albion Sports (9)              |
| Stocksbridge PS (8)            | 3–0       | Golcar United (9)              |
| Lower Breck (9)                | 0–2       | Penistone Church (9)           |
| Eccleshill Utd (9)             | 0–4       | Sheffield (8)                  |
| Prescot Cables (8)             | 1–1       | Ashton Athletic (9)            |
| Squires Gate (9)               | 1–2       | Northwich Victoria (9)         |
| Abbey Hey (10                  | 0–4       | Congleton Town (9)             |
| Daventry Town (8)              | 2–2       | Worcester Raiders (9)          |
| Malvern Town (9)               | 2–1       | Worcester City (9)             |
| Coventry Sphinx (9)            | 0–1       | Bedworth Utd (8)               |
| Atherstone Town (9)            | 2–1       | Gresley Rovers (8)             |
| Darlaston Town (1874) (9)      | 0–4       | Tividale (9)                   |
| Hereford Lads Club (9)         | 1–5       | Hanley Town (8)                |
| Bugbrooke St Michaels (9)      | 3–0       | Long Buckby (9)                |
| Racing Club Warwick (9)        | 2–1       | Bewdley Town (9)               |
| AFC Wulfrunians (9)            | 1–2       | Newcastle Town (8)             |
| Heanor Town (9)                | 1–5       | Studley (9)                    |
| Romulus (9)                    | 2–0       | Sutton Coldfield Town (8)      |
| Evesham United (8)             | 1–2       | Hinckley LR (8)                |
| Coventry United (9)            | 2–2       | Highgate Utd (9)               |
| Westfields (9)                 | 2–2       | Rugby Town (9)                 |
| Boldmere St. Michaels (8)      | 1–0       | Walsall Wood (9)               |
| Cogenhoe United (9)            | 1–1       | Stone Old Alleynians (9)       |
| Hereford Pegasus (9)           | 0–6       | Stourport Swifts (9)           |
| Kimberley Miners Welfare (9)   | 5–1       | Lutterworth Town (9)           |
| Loughborough Students (9)      | 5–1       | Newark and Sherwood United (9) |
| Spalding Utd (8)               | 2–1       | Deeping Rangers (9)            |
| Skegness Town (9)              | 2–0       | Loughborough Dynamo (8)        |
| Melton Town (9)                | 2–2       | Pinchbeck Utd (9)              |
| Leicester Nirvana (9)          | 1–1       | Selston (9)                    |
| Anstey Nomads (9)              | 1–1       | Radford (10)                   |
| Shepshed Dynamo (8)            | 0–0       | Winterton Rangers (9)          |
| Grimsby Borough (8)            | 2–3       | Lincoln Utd (8)                |
| Bottesford Town (9)            | 1–1       | Barton Town (9)                |
| Sherwood Colliery (9)          | 2–2       | Long Eaton Utd (8)             |
| Maltby Main (9)                | 0–1       | Quorn (9)                      |
| Handsworth (9)                 | 1–0       | Sleaford Town (9)              |
| Boston Town (9)                | 0–0       | Harborough Town (8)            |
| Corby Town (8)                 | 0–1       | AFC Mansfield (9)              |
| Hadleigh United (9)            | 0–1       | Mildenhall Town (9)            |
| Kempston Rovers (8)            | 2–0       | Long Melford (9)               |
| Gorleston (8)                  | 4–0       | Biggleswade United (9)         |
| Desborough Town (9)            | 0–0       | Histon (9)                     |
| March Town United (9)          | 1–2       | Sheringham (9)                 |
| Wisbech Town (9)               | 5–1       | Ely City (9)                   |
| Godmanchester Rovers (9)       | 3–0       | Rothwell Corinthians (9)       |
| Haverhill Rovers (9)           | 0–0       | Mulbarton Wanderers (9)        |
| Eynesbury Rovers (9)           | 1–3       | Newmarket Town (9)             |
| Kirkley & Pakefield (9)        | 1–2       | Fakenham Town (9)              |
| Lakenheath (9)                 | 0–4       | Bury Town (8)                  |
| Whitton United (9)             | 3–2       | Wellingborough Town (9)        |
| Ipswich Wanderers (9)          | 1–0       | Yaxley (8)                     |
| Norwich Utd (9)                | 2–3       | Potton United (9)              |
| Coggeshall Town (8)            | 0–0       | Barking (9)                    |
| Leighton Town (9)              | 9–2       | Baldock Town (9)               |
| Brantham Athletic (9)          | 3–0       | Basildon Utd (8)               |
| Stotfold (9)                   | 2–2       | Newport Pagnell Town (9)       |
| London Colney (9)              | 0–5       | Witham Town (8)                |
| Leverstock Green (9)           | 3–0       | Halstead Town (9)              |
| Shefford Town & Campton (9)    | 4–1       | Stanway Rovers (9)             |
| Redbridge (9)                  | 1–2       | Takeley (9)                    |
| Heybridge Swifts (8)           | 4–0       | Clapton (9)                    |
| Buckhurst Hill (9)             | 2–1       | Walthamstow (8)                |
| Little Oakley (9)              | 1–2       | FC Clacton (9)                 |
| Harpenden Town (9)             | 2–1       | New Salamis (8)                |
| Southend Manor (9)             | 1–0       | Cockfosters (9)                |
| Milton Keynes Irish (9)        | 2–4       | Tilbury (8)                    |
| White Ensign (9)               | 1–2       | St. Panteleimon (9)            |
| West Essex (9)                 | 2–1       | Crawley Green (9)              |
| Enfield (9)                    | 3–1       | Hullbridge Sports (8)          |
| Barton Rovers (8)              | 1–1       | Arlesey Town (9)               |
| Hertford Town (8)              | 1–1       | Colney Heath (9)               |
| Waltham Abbey (8)              | 4–1       | Woodford Town (9)              |
| Dunstable Town (9)             | 2–0       | Great Wakering Rovers (8)      |
| Romford (9)                    | 5–2       | Saffron Walden Town (9)        |
| Ilford (9)                     | 4–1       | Sawbridgeworth Town (9)        |
| Ashton & Backwell United (9)   | 0–2       | Aylesbury Utd (8)              |
| Flackwell Heath (9)            | 4–0       | Keynsham Town (9)              |
| Brimscombe & Thrupp (9)        | 2–1       | Fairford Town (9)              |
| Ardley United (9)              | 3–2       | Wokingham & Emmbrook (9)       |
| Longlevens (9)                 | 2–3       | Aylesbury Vale Dynamo (9)      |
| Risborough Rangers (9)         | 0–1       | Holyport (9)                   |
| Highworth Town (8)             | 0–2       | Reading Cit (9)                |
| Tuffley Rovers (9)             | 1–2       | Slimbridge (8)                 |
| Clevedon Town (9)              | 2–1       | Chalfont St Peter (9)          |
| Burnham (9)                    | 1–1       | Easington Sports (9)           |
| Thornbury Town (9)             | 1–3       | Chipping Sodbury Town (9)      |
| Royal Wootton Bassett Town (9) | 1–1       | Windsor (9)                    |
| Bitton (9)                     | 1–3       | Cinderford Town (8)            |
| Cadbury Heath (9)              | 2–2       | Mangotsfield United (9)        |
| Roman Glass St George (9)      | 3–1       | Tring Athletic (9)             |
| Lydney Town (9)                | 2–4       | Kidlington (8)                 |
| Didcot Town (8)                | 1–1       | Shrivenham (9)                 |
| Canterbury City (9)            | 1–1       | Newhaven (9)                   |
| Raynes Park Vale (9)           | 1–1       | Erith & Belvedere (9)          |
| Rusthall (9)                   | 3–2       | Loxwood (9)                    |
| Glebe (9)                      | 4–3       | Holmesdale (9)                 |
| Horsham YMCA (9)               | 0–3       | Beckenham Town (8)             |
| Virginia Water (9)             | 1–0       | Hilltop (9)                    |
| Whitehawk (8)                  | 0–0       | K Sports (9)                   |
| Banstead Athletic (9)          | 0–1       | Sheerwater (9)                 |
| Southall (8)                   | 0–0       | Redhill (9)                    |
| Harefield United (9)           | 3–2       | Lordswood (9)                  |
| Pagham (9)                     | 0–4       | Erith Town (9)                 |
| Chipstead (8)                  | 1–2       | Tunbridge Wells (9)            |
| Punjab United (9)              | 2–1       | Balham (9)                     |
| Alfold (9)                     | 1–4       | Knaphill (9)                   |
| East Grinstead Town (8)        | 1–0       | Hollands & Blair (9)           |
| Lancing (8)                    | 4–0       | Roffey (9)                     |
| Oxhey Jets (9)                 | 1–3       | Phoenix Sports (9)             |
| Deal Town (9)                  | 2–2       | Egham Town (9)                 |
| Hassocks (9)                   | 1–0       | Lingfield (9)                  |
| Broadfields Utd (9)            | 1–2       | Guildford City (9)             |
| Sutton Athletic (9)            | 1–0       | Welling Town (9)               |
| Eastbourne Town (9)            | 2–1       | Steyning Town (9)              |
| Crowborough Athletic (9)       | 2–3       | Crawley Down Gatwick (9)       |
| Faversham Town (8)             | 0–1       | Colliers Wood United (9)       |
| Horley Town (9)                | 0–5       | Sevenoaks Town (8)             |
| Westfield (8)                  | 2–0       | Eastbourne Utd (9)             |
| Peacehaven & Telscombe (9)     | 2–2       | AFC Croydon Athletic (9)       |
| Three Bridges (8)              | 3–0       | Whitstable Town (9)            |
| Chichester City (8)            | 4–0       | Frimley Green (9)              |
| Athletic Newham (9)            | P–P       | Sheppey Utd (8)                |
| AFC Uckfield Town (9)          | 1–4       | Midhurst & Easebourne (9)      |
| Northwood (8)                  | 2–1       | South Park Reigate (8)         |
| Saltdean Utd (9)               | 0–8       | Ashford Town (8)               |
| Walton & Hersham (8)           | 2–2       | Kennington (9)                 |
| Littlehampton Town (8)         | 3–1       | Broadbridge Heath (9)          |
| Cobham (9)                     | 0–3       | Tooting & Mitcham United (8)   |
| Abbey Rangers (9)              | 0–3       | Hanworth Villa (8)             |
| Fisher (9)                     | 0–0       | Sutton Common Rovers (8)       |
| Bexhill United (9)             | 2–3       | North Greenford Utd (9)        |
| Bearsted (9)                   | 3–3       | Spelthorne Sports (9)          |
| AFC Varndeanians (9)           | 0–1       | Hythe Town (8)                 |
| Bradford Town (9)              | 0–4       | Hamworthy United (8)           |
| Alresford Town (9)             | 2–2       | Laverstock & Ford (9)          |
| Fareham Town (9)               | 3–1       | Hythe & Dibden (9)             |
| Badshot Lea (9)                | 4–0       | Brockenhurst (9)               |
| Lymington Town (8)             | 2–0       | Portland Utd (9)               |
| Warminster Town (10)           | 0–2       | Andover New Street (10)        |
| Welton Rovers (9)              | 0–1       | United Services Portsmouth (9) |
| Thatcham Town (8)              | 2–3       | Horndean (9)                   |
| Corsham Town (9)               | 0–2       | AFC Portchester (9)            |
| Larkhall Athletic (8)          | 4–1       | Folland Sports (10)            |
| Westbury United (8)            | 2–1       | Bournemouth (9)                |
| Cowes Sports (9)               | 1–0       | Hamble Club (9)                |
| Fleet Town (9)                 | 1–3       | Newport (IOW) (10)             |
| Christchurch (9)               | 2–3       | Blackfield & Langley (9)       |
| Tadley Calleva (9)             | 2–6       | Wincanton Town (10)            |
| Moneyfields (9)                | 5–0       | Bemerton Heath Harlequins (9)  |
| AFC Stoneham (9)               | 2–1       | Bashley (8)                    |
| Street (9)                     | 1–2       | Helston Athletic (9)           |
| Buckland Athletic (9)          | 2–1       | Exmouth Town (8)               |
| Willand Rovers (8)             | 2–1       | Wellington AFC (9)             |
| Liskeard Athletic (10)         | 1–4       | Shepton Mallet (9)             |
| Torpoint Athletic (9)          | 1–1       | Millbrook (9)                  |
| Tavistock (8)                  | 2–3       | Brixham (10)                   |
| Falmouth Town (9)              | 2–1       | Saltash United (9)             |
| Bideford (8)                   | 1–0       | Bridgwater United (9)          |
| Sherborne Town (9)             | 1–1       | Ilfracombe Town (9)            |
| Barnstaple Town (9)            | 1–1       | Mousehole (9)                  |
| 7 agosto 2022                  |           |                                |
| Whickham (9)                   | 2–1       | Frickley Athletic (9)          |
| Hallam (9)                     | 0–0       | Bury AFC (9)                   |
| Lye Town (9)                   | 4–1       | Heather St John's (9)          |
| Hinckley (10)                  | 1–3       | Wolverhampton Casuals (9)      |
| Belper United (9)              | 0–3       | Lichfield City (9)             |
| FC Romania (8)                 | 2–0       | London Lions (9)               |
| Edgware & Kingsbury (9)        | 2–1       | Hoddesdon Town (9)             |
| Stansfeld (9)                  | 4–1       | Wembley (9)                    |
| Little Common (9)              | 1–2       | Chatham Town (8)               |
| 9 agosto 2022                  |           |                                |
| Athletic Newham (9)            | 3–3       | Sheppey Utd (8)                |
| Shaftesbury (9)                | 2–2       | Camberley Town (9)             |

#### Replay
| Squadra 1                | Risultato     | Squadra 2                      |
| ------------------------ | ------------- | ------------------------------ |
| 9 agosto 2022            |               |                                |
| Tow Law Town (9)         | 2–0           | Tadcaster Albion (8)           |
| Ramsbottom United (8)    | 2–0           | Thackley (9)                   |
| Charnock Richard (9)     | 2–0           | Yorkshire Amateur (9)          |
| Widnes (8)               | 2–0           | Winsford Utd (9)               |
| Ashton Athletic (9)      | 1–2           | Prescot Cables (8)             |
| Highgate Utd (9)         | 4–0           | Coventry United (9)            |
| Rugby Town (9)           | 1–0           | Westfields (9)                 |
| Stone Old Alleynians (9) | 2–1           | Cogenhoe United (9)            |
| Selston (9)              | 1–2           | Leicester Nirvana (9)          |
| Radford (10)             | 1–3           | Anstey Nomads (9)              |
| Barton Town (9)          | 3–3 (1-4 dtr) | Bottesford Town (9)            |
| Long Eaton Utd (8)       | 3–0           | Sherwood Colliery (9)          |
| Harborough Town (8)      | 3–0           | Boston Town (9)                |
| Histon (9)               | 4–0           | Desborough Town (9)            |
| Mulbarton Wanderers (9)  | 3–2           | Haverhill Rovers (9)           |
| Soham Town Rangers (9)   | 2–0           | Thetford Tow} (9)              |
| Barking (9)              | 2–1           | Coggeshall Town (8)            |
| Newport Pagnell Town (9) | 1–2           | Stotfold (9)                   |
| Arlesey Town (9)         | 0–3           | Barton Rovers (8)              |
| Colney Heath (9)         | 1–6           | Hertford Town (8)              |
| Easington Sports (9)     | 0–0 (5-4 dtr) | Burnham (9)                    |
| Windsor (9)              | 0–2           | Royal Wootton Bassett Town (9) |
| Mangotsfield United (9)  | 2–5           | Cadbury Heath (9)              |
| Shrivenham (9)           | 3–4           | Didcot Town (8)                |
| Erith & Belvedere (9)    | 2–3           | Raynes Park Vale (9)           |
| Redhill (9)              | 1–3           | Southall (8)                   |
| Egham Town (9)           | 0–1           | Deal Town (9)                  |
| AFC Croydon Athletic (9) | 0–3           | Peacehaven & Telscombe (9)     |
| Kennington (9)           | 0–4           | Walton & Hersham (8)           |
| Spelthorne Sports (9)    | 3–1           | Bearsted (9)                   |
| Laverstock & Ford (9)    | 4–0           | Alresford Town (9)             |
| Millbrook (9)            | 0–1           | Torpoint Athletic (9)          |
| Ilfracombe Town (9)      | 2–0           | Sherborne Town (9)             |
| Mousehole (9)            | 3–2           | Barnstaple Town (9)            |
| 10 agosto 2022           |               |                                |
| Bury AFC (9)             | 1–0           | Hallam (9)                     |
| Litherland REMYCA (9)    | 3–4           | Prestwich Heys (9)             |
| Albion Sports (9)        | 2–2 (4-3 dtr) | Barnoldswick Town (9)          |
| Worcester Raiders (9)    | 4–2           | Daventry Town (8)              |
| Pinchbeck Utd (9)        | 3–2           | Melton Town (9)                |
| Winterton Rangers (9)    | 1–3 (dts)     | Shepshed Dynamo (8)            |
| Newhaven (9)             | 10–0          | Canterbury City (9)            |
| K Sports (9)             | 3–2 (dts)     | Whitehawk (8)                  |
| Sutton Common Rovers (8) | 0–1           | Fisher (9)                     |
| 16 agosto 2022           |               |                                |
| Sheppey Utd (8)          | 6-0           | Athletic Newham (9)            |
| 17 agosto 2022           |               |                                |
| Camberley Town (9)       | 2-1           | Shaftesbury (9)                |

### Turno Preliminare
Il sorteggio del turno preliminare si è svolto il 8 luglio 2022. Vi hanno preso parte i 208 vincitori del turno extra preliminare e le rimanenti 64 squadre di 8ª divisione. A questo turno si sono qualificate 4 squadre di 10ª divisione, il livello più basso fin qui rappresentato, vale a dire Andover New Street, Brixham, Newport (IOW), e Wincanton Town.
| Squadra 1                      | Risultato | Squadra 2                      |
| ------------------------------ | --------- | ------------------------------ |
| 19 agosto 2022                 |           |                                |
| Northwich Victoria (9)         | 2–3       | West Didsbury & Chorlton (9)   |
| Stansted (9)                   | 1–1       | Buckhurst Hill (9)             |
| Aylesbury Utd (8)              | 1–0       | Ardley United (9)              |
| Southall (8)                   | 0–1       | Peacehaven & Telscombe} (9)    |
| Sholing (8)                    | 2–1       | AFC Portchester (9)            |
| 20 agosto 2022                 |           |                                |
| Stockton Town (8)              | 2–3       | Pontefract Collieries (8)      |
| Tow Law Town (9)               | 1–2       | Ashington (9)                  |
| West Allotment Celtic (9)      | 0–7       | Workington (8)                 |
| Newcastle Benfield (9)         | 1–1       | Shildon (8)                    |
| Carlisle City (9)              | 2–3       | Goole (9)                      |
| Bishop Auckland (9)            | 5–2       | Kendal Town (9)                |
| North Shields (8)              | 2–0       | Seaham Red Star (9)            |
| Bridlington Town (8)           | 0–3       | Dunston UTS (8)                |
| Heaton Stannington (9)         | 4–1       | North Ferriby (9)              |
| Avro (9)                       | 0–0       | Albion Sports (9)              |
| Ramsbottom United (8)          | 0–0       | City of Liverpool (8)          |
| Mossley (8)                    | 2–4       | Macclesfield (8)               |
| Trafford (8)                   | 1–2       | Runcorn Linnets (8)            |
| Congleton Town (9)             | 0–0       | Bootle (8)                     |
| Clitheroe (8)                  | 2–0       | Colne (8)                      |
| Sheffield (8)                  | 0–1       | Glossop North End (8)          |
| Silsden (9)                    | 1–5       | Charnock Richard (9)           |
| Brighouse Town (8)             | 1–2       | Penistone Church (9)           |
| Ossett Utd (8)                 | 1–2       | Whitchurch Alport (9)          |
| Skelmersdale Utd (8)           | 1–3       | Prescot Cables (8)             |
| Prestwich Heys (9)             | 2–2       | Stocksbridge PS (8)            |
| Market Drayton Town (9)        | 1–2       | Highgate Utd (9)               |
| Hanley Town (8)                | 1–0       | Hinckley LR (8)                |
| Lye Town (9)                   | 1–1       | Kidsgrove Athletic (8)         |
| Leek Town (8)                  | 1–5       | Atherstone Town (9)            |
| Romulus (9)                    | 3–0       | Halesowen Town (8)             |
| Coleshill Town (8)             | 1–2       | Chasetown (8)                  |
| Witton Albion (8)              | 4–1       | Tividale (9)                   |
| Lichfield City (9)             | 2–0       | Bugbrooke St Michaels (9)      |
| Malvern Town (9)               | 3–3       | Worcester Raiders (9)          |
| Sporting Khalsa (8)            | 0–1       | Boldmere St. Michaels (8)      |
| Newcastle Town (8)             | 1–1       | Bedworth Utd (8)               |
| Wolverhampton Casuals (9)      | 3–3       | Stone Old Alleynians (9)       |
| Stourport Swifts (9)           | 1–0       | Racing Club Warwick (9)        |
| Studley (9)                    | 1–2       | Rugby Town (9)                 |
| Carlton Town (8)               | 0–1       | Loughborough Students (9)      |
| Long Eaton Utd (8)             | 4–1       | Quorn (9)                      |
| AFC Mansfield (9)              | 0–3       | Worksop Town (8)               |
| Spalding Utd (8)               | 0–1       | Stamford (8)                   |
| Anstey Nomads (9)              | 5–2       | Skegness Town (9)              |
| Harborough Town (8)            | 6–1       | Bottesford Town (9)            |
| Kimberley Miners Welfare (9)   | 2–0       | Leicester Nirvana (9)          |
| Lincoln Utd (8)                | 0–0       | Grantham Town (8)              |
| Cleethorpes Town (8)           | 1–1       | Handsworth (9)                 |
| Shepshed Dynamo (8)            | 3–2       | Pinchbeck Utd (9)              |
| Ipswich Wanderers (9)          | 3–0       | Gorleston (8)                  |
| Bury Town (8)                  | 3–0       | Newmarket Town (9)             |
| Kempston Rovers (8)            | 2–0       | Wisbech Town (9)               |
| St Neots Town (8)              | 3–0       | Godmanchester Rovers (9)       |
| Mildenhall Town (9)            | 2–1       | Histon (9)                     |
| Soham Town Rangers (9)         | 1–1       | Potton United (9)              |
| Fakenham Town (9)              | 0–0       | Sheringham (9)                 |
| AFC Sudbury (8)                | 1–1       | Stowmarket Town (8)            |
| Dereham Town (8)               | 2–0       | Felixstowe & Walton United (8) |
| Biggleswade Town (8)           | 4–1       | Whitton United (9)             |
| Waltham Abbey (8)              | 3–0       | Tilbury (8)                    |
| Brentwood Town (8)             | 1–1       | Harlow Town (8)                |
| Barton Rovers (8)              | 0–3       | Hashtag Utd (8)                |
| Maldon & Tiptree (8)           | 2–0       | Harpenden Town (9)             |
| Leverstock Green (9)           | 2–2       | St. Panteleimon (9)            |
| AFC Dunstable (8)              | 2–2       | Edgware & Kingsbury (9)        |
| Southend Manor (9)             | 1–1       | Shefford Town & Campton (9)    |
| Berkhamsted (8)                | 1–0       | Ware (8)                       |
| FC Clacton (9)                 | 0–1       | East Thurrock United (8)       |
| Welwyn G. City (8)             | 1–2       | Hertford Town (8)              |
| Ilford (9)                     | 0–3       | Enfield (9)                    |
| Stotfold (9)                   | 2–2       | Grays Athletic (8)             |
| Brantham Athletic (9)          | 0–1       | Witham Town (8)                |
| Barking (9)                    | 0–0       | Leighton Town (9)              |
| Bishop's Cleeve (8)            | 2–0       | Brimscombe & Thrupp (9)        |
| Cinderford Town (8)            | 0–0       | Chipping Sodbury Town (9)      |
| Kidlington (8)                 | 0–3       | Binfield (8)                   |
| Flackwell Heath (9)            | 0–1       | Slimbridge (8)                 |
| Holyport (9)                   | 2–1       | Ascot Utd (9)                  |
| Easington Sports (9)           | 0–0       | Roman Glass St George (9)      |
| Royal Wootton Bassett Town (9) | 3–1       | Reading City (9)               |
| Marlow (8)                     | 3–1       | Thame United (8)               |
| Aylesbury Vale Dynamos (9)     | 3–1       | Bristol Manor Farm (8)         |
| Cirencester Town (8)           | 1–1       | Clevedon Town (9)              |
| Didcot Town (8)                | 4–0       | Cadbury Heath (9)              |
| Beckenham Town (8)             | 3–2       | K Sports (9)                   |
| Walton & Hersham (8)           | 3–2       | Littlehampton Town (8)         |
| Burgess Hill Town (8)          | 3–1       | Stansfeld (9)                  |
| North Greenford Utd (9)        | 2–1       | Sheerwater (9)                 |
| Sheppey Utd (8)                | 0–0       | Newhaven (9)                   |
| Colliers Wood United (9)       | 0–2       | Chatham Town (8)               |
| Hassocks (9)                   | 1–3       | Uxbridge (8)                   |
| Fisher (9)                     | 2–2       | Sittingbourne (8)              |
| Midhurst & Easebourne (9)      | 2–1       | Harefield United (9)           |
| Crawley Down Gatwick (9)       | 2–3       | Spelthorne Sports (9)          |
| Leatherhead (8)                | 3–0       | Haywards Heath Town (8)        |
| Corinthian (8)                 | 3–0       | Guildford City (9)             |
| Virginia Water (9)             | 1–1       | Eastbourne Town (9)            |
| Punjab United (9)              | 1–2       | Westfield (8)                  |
| Ashford Town (Middlesex) (8)   | 2–2       | Northwood (8)                  |
| Merstham (8)                   | 1–1       | Sevenoaks Town (8)             |
| Three Bridges (8)              | 3–2       | Deal Town (9)                  |
| Chichester City (8)            | 2–0       | Knaphill (9)                   |
| Sutton Athletic (9)            | 1–2       | Ashford Utd (8)                |
| Erith Town (9)                 | 2–1       | Bedfont Sports (8)             |
| Tunbridge Wells (9)            | 0–1       | Phoenix Sports (9)             |
| Lancing (8)                    | 1–4       | East Grinstead Town (8)        |
| Raynes Park Vale (9)           | 2–2       | Hythe Town (8)                 |
| Glebe (9)                      | 0–3       | Cray Valley PM (8)             |
| Hanworth Villa (8)             | 2–1       | Chertsey Town (8)              |
| Rusthall (9)                   | 2–1       | Ramsgate (8)                   |
| Tooting & Mitcham United (8)   | 1–2       | VCD Athletic (8)               |
| Blackfield & Langley (9)       | 2–1       | Fareham Town (9)               |
| Cowes Sports (9)               | 1–1       | Larkhall Athletic (8)          |
| Moneyfields (9)                | 1–3       | Wimborne Town (8)              |
| Laverstock & Ford (9)          | 2–0       | United Services Portsmouth (9) |
| Baffins Milton Rovers (9)      | 3–0       | Horndean (9)                   |
| Hamworthy United (8)           | 3–2       | Badshot Lea (9)                |
| Camberley Town (9)             | 1–1       | Wincanton Town (10)            |
| Westbury United (8)            | 5–1       | Andover New Street (10)        |
| AFC Totton (8)                 | 3–0       | Melksham Town (8)              |
| Lymington Town (8)             | 0–6       | Basingstoke Town (8)           |
| AFC Stoneham (9)               | 2–0       | Newport (IOW) (10)             |
| Helston Athletic (9)           | 2–1       | Falmouth Town (9)              |
| Willand Rovers (8)             | 2–1       | Ilfracombe Town (9)            |
| Shepton Mallet (9)             | 4–0       | Brixham (10)                   |
| Paulton Rovers (8)             | 5–2       | Bideford (8)                   |
| Torpoint Athletic (9)          | 3–2       | Mousehole (9)                  |
| Buckland Athletic (9)          | 0–3       | Frome Town (8)                 |
| 21 agosto 2022                 |           |                                |
| Whickham (9)                   | 4–0       | Sunderland RCA (9)             |
| Bury AFC (9)                   | 2–0       | Widnes (8)                     |
| Biggleswade (8)                | 3–2       | Cambridge City (8)             |
| FC Romania (8)                 | 0–2       | Heybridge Swifts (8)           |
| Romford (9)                    | 1–1       | Takeley (9)                    |
| Dunstable Town (9)             | 2–1       | West Essex (9)                 |
| 30 agosto 2022                 |           |                                |
| Lowestoft Town (8)             | 3–0       | Haverhill Rovers (9)           |

#### Replay
| Squadra 1                   | Risultato     | Squadra 2                    |
| --------------------------- | ------------- | ---------------------------- |
| 23 agosto 2022              |               |                              |
| Shildon (8)                 | 4–2           | Newcastle Benfield (9)       |
| Bootle (8)                  | 1–4           | Congleton Town (9)           |
| Stocksbridge PS (8)         | 2–1 (dts)     | Prestwich Heys (9)           |
| Kidsgrove Athletic (8)      | 1–2 (dts)     | Lye Town (9)                 |
| Bedworth Utd (8)            | 0–1           | Newcastle Town (8)           |
| Stone Old Alleynians (9)    | 2–1           | Wolverhampton Casuals (9)    |
| Grantham Town (8)           | 5–1           | Lincoln Utd (8)              |
| Potton United (9)           | 3–1           | Soham Town Rangers (9)       |
| Sheringham (9)              | 3–0           | Fakenham Town (9)            |
| Stowmarket Town (8)         | 2–3 (dts)     | AFC Sudbury (8)              |
| Harlow Town (8)             | 1–1 (4-2 dtr) | Brentwood Town (8)           |
| Buckhurst Hill (9)          | 3–0           | Stansted (9)                 |
| Edgware & Kingsbury (9)     | 1–0 (dts)     | AFC Dunstable (8)            |
| Shefford Town & Campton (9) | 3–2           | Southend Manor (9)           |
| Leighton Town (9)           | 1–1 (3-4 dtr) | Barking (9)                  |
| Chipping Sodbury Town (9)   | 0–5           | Cinderford Town (8)          |
| Newhaven (9)                | 1–2           | Sheppey Utd (8)              |
| Sittingbourne (8)           | 0–1           | Fisher (9)                   |
| Eastbourne Town (9)         | 2–2 (4-3 dtr) | Virginia Water (9)           |
| Northwood (8)               | 1–3           | Ashford Town (Middlesex) (8) |
| Hythe Town (8)              | 5–4 (dts)     | Raynes Park Vale (9)         |
| 24 agosto 2022              |               |                              |
| Albion Sports (9)           | 0–0 (2-4 dtr) | Avro (9)                     |
| City of Liverpool (8)       | 4–3           | Ramsbottom United (8)        |
| Worcester Raiders (9)       | 4–0           | Malvern Town (9)             |
| Handsworth (9)              | 1–5           | Cleethorpes Town (8)         |
| Takeley (9)                 | 2–3           | Romford (9)                  |
| St. Panteleimon (9)         | 3–3 (2-4 dtr) | Leverstock Green (9)         |
| Grays Athletic (8)          | 3–2           | Stotfold (9)                 |
| Roman Glass St George (9)   | 3–2           | Easington Sports (9)         |
| Clevedon Town (9)           | 1–2           | Cirencester Town (8)         |
| Sevenoaks Town (8)          | 2–0           | Merstham (8)                 |
| Larkhall Athletic (8)       | 4–2           | Cowes Sports (9)             |
| Wincanton Town (10)         | 3–0           | Camberley Town (9)           |

### Primo turno di qualificazione
Il sorteggio del primo turno di qualificazione si è svolto il 22 agosto 2022. Vi hanno preso parte i 136 vincitori del turno preliminare e 88 squadre di 7ª divisione. A questo turno si è qualificata una squadra di 10ª divisione, il livello più basso fin qui rappresentato, vale a dire il Wincanton Town.
| Squadra 1                      | Risultato | Squadra 2                    |
| ------------------------------ | --------- | ---------------------------- |
| 2 settembre 2022               |           |                              |
| Stourbridge (7)                | 2–2       | Hanley Town (8)              |
| Three Bridges (8)              | 2–1       | Erith Town (9)               |
| Aylesbury Utd (8)              | 0–1       | Margate (7)                  |
| Baffins Milton Rovers (9)      | 1–5       | Winchester City (7)          |
| 3 settembre 2022               |           |                              |
| Morpeth Town (7)               | 2–2       | Warrington Town (7)          |
| Warrington Rylands (7)         | 0–4       | Hyde United (7)              |
| Stalybridge Celtic (7)         | 0–0       | Lancaster City (7)           |
| Shildon (8)                    | 2–1       | Penistone Church (9)         |
| Ashton Utd (7)                 | 0–0       | Ashington (9)                |
| South Shields (7)              | 3–2       | Workington (8)               |
| Bury AFC (9)                   | 2–1       | North Shields (8)            |
| Witton Albion (8)              | 0–1       | FC United of Manchester (7)  |
| Clitheroe (8)                  | 1–1       | Heaton Stannington (9)       |
| Charnock Richard (9)           | 2–2       | Pontefract Collieries (8)    |
| Guiseley (7)                   | 2–1       | Avro (9)                     |
| West Didsbury & Chorlton (9)   | 0–1       | Macclesfield (8)             |
| Nantwich Town (7)              | 0–2       | Congleton Town (9)           |
| Goole (9)                      | 0–1       | Prescot Cables (8)           |
| Marske United (7)              | 2–1       | Runcorn Linnets (8)          |
| Bamber Bridge (7)              | 1–0       | Whickham (9)                 |
| Whitby Town (7)                | 5–0       | Bishop Auckland (9)          |
| Dunston UTS (8)                | 3–0       | City of Liverpool (8)        |
| Liversedge (7)                 | 2–1       | Glossop North End (8)        |
| Marine (7)                     | 2–1       | Radcliffe FC (7)             |
| Stocksbridge PS (8)            | 2–1       | Atherton Collieries (7)      |
| Rushall Olympic (7)            | 1–4       | Redditch Utd (7)             |
| Mickleover (7)                 | 2–3       | Alvechurch (7)               |
| Nuneaton Borough (7)           | 3–1       | Belper Town (7)              |
| Lye Town (9)                   | 1–2       | Harborough Town (8)          |
| Barwell (7)                    | 1–1       | Highgate Utd (9)             |
| Stone Old Alleynians (9)       | 0–1       | Chasetown (8)                |
| Shepshed Dynamo (8)            | 1–1       | Coalville Town (7)           |
| Worksop Town (8)               | 5–0       | Worcester Raiders (9)        |
| Anstey Nomads (9)              | 3–1       | Whitchurch Alport (9)        |
| Stafford Rangers (7)           | 0–2       | Newcastle Town (8)           |
| Grantham Town (8)              | 3–3       | Rugby Town (9)               |
| Hednesford Town (7)            | 1–3       | Long Eaton Utd (8)           |
| Atherstone Town (9)            | 3–1       | Kimberley Miners Welfare (9) |
| Gainsborough Trinity (7)       | 3–1       | Loughborough Students (9)    |
| Tamworth (7)                   | 6–0       | Boldmere St. Michaels (8)    |
| Basford Utd (7)                | 5–0       | Romulus (9)                  |
| Lichfield City (9)             | 2–2       | Stourport Swifts (9)         |
| Bromsgrove Sporting (7)        | 4–3       | Stamford (8)                 |
| Matlock Town (7)               | 0–2       | Ilkeston Town (7)            |
| Cleethorpes Town (8)           | 0–4       | Stratford Town (7)           |
| Romford (9)                    | 3–2       | Hashtag Utd (8)              |
| St Ives Town (7)               | 4–0       | Barking (9)                  |
| Dunstable Town (9)             | 0–2       | Shefford Town & Campton (9)  |
| Potton United (9)              | 1–5       | Hendon (7)                   |
| Waltham Abbey (8)              | 7–2       | Buckhurst Hill (9)           |
| Berkhamsted (8)                | 2–1       | Witham Town (8)              |
| Hitchin Town (7)               | 0–3       | Heybridge Swifts (8)         |
| Hertford Town (8)              | 0–3       | Royston Town (7)             |
| Brightlingsea Regent (7)       | 3–0       | Mildenhall Town (9)          |
| Harlow Town (8)                | 0–2       | Kings Langley (7)            |
| Aveley (7)                     | rinv.     | Potters Bar Town (7)         |
| Kempston Rovers (8)            | 1–2       | Bedford Town (7)             |
| Bishop's Stortford (7)         | 1–2       | St Neots Town (8)            |
| Canvey Island (7)              | 5–1       | Enfield Town (7)             |
| Needham Market (7)             | 3–1       | Leiston (7)                  |
| Dereham Town (8)               | 0–1       | Biggleswade Town (8)         |
| Maldon & Tiptree (8)           | 2–1       | Haringey Borough (7)         |
| Wingate & Finchley (7)         | 1–0       | Bowers & Pitsea (7)          |
| Lowestoft Town (8)             | 0–1       | Sheringham (9)               |
| Edgware & Kingsbury (9)        | 1–4       | Grays Athletic (8)           |
| Ipswich Wanderers (9)          | 1–3       | Hornchurch (7)               |
| Billericay Town (7)            | 4–1       | Leverstock Green (9)         |
| Bury Town (8)                  | 0–3       | AFC Sudbury (8)              |
| East Thurrock Utd (8)          | 2–1       | Biggleswade (8)              |
| Ashford Town (Middlesex) (8)   | 2–4       | Westfield (8)                |
| Carshalton Athletic (7)        | 5–1       | VCD Athletic (8)             |
| Sheppey Utd (8)                | 2–2       | Lewes (7)                    |
| Leatherhead (8)                | 1–2       | Chichester City (8)          |
| Phoenix Sports (9)             | 4–1       | Rusthall (9)                 |
| Metropolitan Police (7)        | 2–2       | Corinthian (8)               |
| Hythe Town (8)                 | 0–2       | Hayes & Yeading (7)          |
| Folkestone Invicta (7)         | 3–1       | North Greenford Utd (9)      |
| Cray Valley PM (8)             | 3–0       | Hastings Utd (7)             |
| Eastbourne Town FC (9)         | 0–2       | Hanwell Town (7)             |
| Bracknell Town (7)             | 4–1       | Harrow Borough (7)           |
| Walton & Hersham (8)           | 2–2       | Beaconsfield Town (7)        |
| Corinthian Casuals (7)         | 1–2       | Burgess Hill Town (8)        |
| Herne Bay (7)                  | 2–1       | Horsham (7)                  |
| Fisher (9)                     | 1–1       | Spelthorne Sports (9)        |
| Sevenoaks Town (8)             | 2–1       | Kingstonian (7)              |
| Bognor Regis Town (7)          | 2–2       | Cray Wanderers (7)           |
| Midhurst & Easebourne (9)      | 0–6       | Chatham Town (8)             |
| Ashford Utd (8)                | 2–1       | Hanworth Villa (8)           |
| Chesham Utd (7)                | 5–2       | Peacehaven & Telscombe (9)   |
| Marlow (8)                     | 0–1       | Uxbridge (8)                 |
| East Grinstead Town (8)        | 2–2       | Beckenham Town (8)           |
| Basingstoke Town (8)           | 2–4       | Weston-super-Mare (7)        |
| Didcot Town (8)                | 1–1       | Plymouth Parkway (7)         |
| Poole Town (7)                 | 0–2       | Salisbury (7)                |
| Willand Rovers (8)             | 1–1       | Swindon Supermarine (7)      |
| North Leigh (7)                | 2–2       | AFC Stoneham (9)             |
| Frome Town (8)                 | 0–1       | Tiverton Town (7)            |
| Cinderford Town (8)            | 2–3       | Laverstock & Ford (9)        |
| Larkhall Athletic (8)          | 0–2       | Cirencester Town (8)         |
| Blackfield & Langley (9)       | 0–0       | Shepton Mallet (9)           |
| Roman Glass St George (9)      | 0–4       | Hartley Wintney (7)          |
| Torpoint Athletic (9)          | 1–2       | Helston Athletic (9)         |
| Bishop's Cleeve (8)            | 3–1       | Westbury United (8)          |
| Yate Town (7)                  | 4–3       | Aylesbury Vale Dynamos (9)   |
| Royal Wootton Bassett Town (9) | 2–4       | Paulton Rovers (8)           |
| Slimbridge (8)                 | 0–0       | Sholing (8)                  |
| Wincanton Town (10)            | 2–9       | AFC Totton (8)               |
| Hamworthy United (8)           | 0–0       | Gosport Borough (7)          |
| Merthyr Town (7)               | 5–2       | Truro City (7)               |
| Wimborne Town (8)              | 0–0       | Dorchester Town (7)          |
| 4 settembre 2022               |           |                              |
| Enfield (9)                    | 2–1       | AFC Rushden & Diamonds (7)   |
| Holyport (9)                   | 0–1       | Binfield (8)                 |

#### Replay
| Squadra 1                 | Risultato | Squadra 2                |
| ------------------------- | --------- | ------------------------ |
| 5 settembre 2022          |           |                          |
| Beaconsfield Town (7)     | 0–1 (dts) | Walton & Hersham (8)     |
| 6 settembre 2022          |           |                          |
| Warrington Town (7)       | 2–1       | Morpeth Town (7)         |
| Lancaster City (7)        | 1–0 (dts) | Stalybridge Celtic (7)   |
| Ashington (9)             | 3–0       | Ashton Utd (7)           |
| Pontefract Collieries (8) | 2–1       | Charnock Richard (9)     |
| Highgate Utd (9)          | 0–3       | Barwell (7)              |
| Hanley Town (8)           | 2–1       | Stourbridge (7)          |
| Coalville Town (7)        | 2–0       | Shepshed Dynamo (8)      |
| Rugby Town (9)            | 1–0 (dts) | Grantham Town (8)        |
| Stourport Swifts (9)      | 0–1       | Lichfield City (9)       |
| Potters Bar Town (7)      | 2–1       | Aveley (7)               |
| Lewes (7)                 | 8–0       | Sheppey Utd (8)          |
| Corinthian (8)            | 1–2 (dts) | Metropolitan Police (7)  |
| Spelthorne Sports (9)     | 0–4       | Fisher (9)               |
| Beckenham Town (8)        | 3–1       | East Grinstead Town (8)  |
| Plymouth Parkway (7)      | 3–2       | Didcot Town (8)          |
| AFC Stoneham (9)          | 1–3       | North Leigh (7)          |
| Shepton Mallet (9)        | 3–2       | Blackfield & Langley (9) |
| Sholing (8)               | 5–2 (dts) | Slimbridge (8)           |
| Dorchester Town (7)       | 1–0       | Wimborne Town (8)        |
| Heaton Stannington (9)    | 1–2       | Clitheroe (8)            |
| Cray Wanderers (7)        | 0–4       | Bognor Regis Town (7)    |
| Swindon Supermarine (7)   | 1–0       | Willand Rovers (8)       |
| Gosport Borough (7)       | 4–0       | Hamworthy United (8)     |

### Secondo turno di qualificazione
Il sorteggio del secondo turno di qualificazione si è svolto il 5 settembre 2022. Vi hanno preso parte i 112 vincitori del primo turno di qualificazione e 48 squadre di 6ª divisione (National League North e National League South). A questo turno si sono qualificate 16 squadre di 9ª divisione, il livello più basso fin qui rappresentato.
| Squadra 1                   | Risultato | Squadra 2                    |
| --------------------------- | --------- | ---------------------------- |
| 16 settembre 2022           |           |                              |
| Chesham Utd (7)             | 2–2       | Bracknell Town (7)           |
| 17 settembre 2022           |           |                              |
| Prescot Cables (8)          | 1–2       | Bamber Bridge (7)            |
| Liversedge (7)              | 1–1       | Chorley (6)                  |
| Shildon (8)                 | 0–5       | South Shields (7)            |
| Stocksbridge PS (8)         | 2–1       | Marine (7)                   |
| Lancaster City (7)          | 1–1       | Bury AFC (9)                 |
| Chester (6)                 | 2–0       | Pontefract Collieries (8)    |
| Scarborough Athl. (6)       | 3–2       | Dunston UTS (8)              |
| Ashington (9)               | 2–1       | Bradford (Park Avenue) (6)   |
| AFC Fylde (6)               | 1–1       | Farsley Celtic (6)           |
| Clitheroe (8)               | 2–0       | Spennymoor Town (6)          |
| Whitby Town (7)             | 0–1       | Marske United (7)            |
| Blyth Spartans (6)          | 2–0       | Guiseley (7)                 |
| Darlington (6)              | 3–2       | Southport (6)                |
| FC United of Manchester (7) | 2–3       | Curzon Ashton (6)            |
| Hyde United (7)             | 1–0       | Warrington Town (7)          |
| AFC Telford United (6)      | 2–4       | Chasetown (8)                |
| Long Eaton Utd (8)          | 1–1       | Gainsborough Trinity (7)     |
| Leamington (6)              | 0–1       | Nuneaton Borough (7)         |
| Lichfield City (9)          | 0–4       | Boston Utd (6)               |
| Alvechurch (7)              | 4–0       | Harborough Town (8)          |
| Basford Utd (7)             | 2–0       | Rugby Town (9)               |
| Brackley Town (6)           | 0–2       | Worksop Town (8)             |
| Coalville Town (7)          | 1–0       | Macclesfield (8)             |
| Hereford (6)                | 1–0       | Bromsgrove Sporting (7)      |
| Redditch Utd (7)            | 2–2       | Peterborough Sports (6)      |
| Barwell (7)                 | 1–4       | Kettering Town (6)           |
| Buxton (6)                  | 2–1       | Alfreton Town (6)            |
| Newcastle Town (8)          | 1–1       | Congleton Town (9)           |
| Anstey Nomads (9)           | 1–1       | Ilkeston Town (7)            |
| Hanley Town (8)             | 4–1       | Atherstone Town (9)          |
| Kidderminster (6)           | 1–0       | Tamworth (7)                 |
| East Thurrock United (8)    | 0–3       | Biggleswade Town (8)         |
| St Albans City (6)          | 1–1       | AFC Sudbury (8)              |
| Maldon & Tiptree (8)        | 0–3       | Hornchurch (7)               |
| Canvey Island (7)           | 0–3       | St Ives Town (7)             |
| Berkhamsted (8)             | 2–0       | Concord Rangers (6)          |
| Chelmsford City (6)         | 6–1       | Kings Langley (7)            |
| Cheshunt (6)                | 3–1       | St Neots Town (8)            |
| Heybridge Swifts (8)        | 1–1       | Braintree Town (6)           |
| Hemel H. Town (6)           | 3–0       | Royston Town (7)             |
| Potters Bar Town (7)        | 1–2       | Romford (9)                  |
| Hendon (7)                  | 3–1       | Wingate & Finchley (7)       |
| Needham Market (7)          | 2–0       | Sheringham (9)               |
| King's Lynn Town (6)        | 1–1       | Bedford Town (7)             |
| Waltham Abbey (8)           | 2–3       | Brightlingsea Regent (7)     |
| Enfield (9)                 | 0–4       | Billericay Town (7)          |
| Grays Athletic (8)          | 1–3       | Shefford Town & Campton (9)  |
| Dartford (6)                | 1–2       | Beckenham Town (8)           |
| Farnborough (6)             | 1–1       | Hayes & Yeading Utd (7)      |
| Dulwich Hamlet (6)          | 2–1       | Margate (7)                  |
| Welling Utd (6)             | 0–0       | Fisher (9)                   |
| Westfield (8)               | 1–2       | Carshalton Athletic (7)      |
| Ebbsfleet Utd (6)           | 2–0       | Dover Athletic (6)           |
| Cray Valley PM (8)          | 1–2       | Hanwell Town (7)             |
| Lewes (7)                   | 1–1       | Three Bridges (8)            |
| Walton & Hersham (8)        | 2–2       | Chatham Town (8)             |
| Eastbourne Borough (6)      | 2–0       | Uxbridge (8)                 |
| Folkestone Invicta (7)      | 3–0       | Chichester City (8)          |
| Binfield (8)                | 4–0       | Tonbridge Angels (6)         |
| Metropolitan Police (7)     | 3–1       | Burgess Hill Town (8)        |
| Slough Town (6)             | 1–3       | Worthing (6)                 |
| Phoenix Sports (9)          | 0–1       | Sevenoaks Town (8)           |
| Bognor Regis Town (7)       | 0–2       | Hampton & Richmond Boro. (6) |
| Weston-super-Mare (7)       | 1–0       | Shepton Mallet (9)           |
| Havant & Waterlooville (6)  | 1–0       | AFC Totton (8)               |
| Gosport Borough (7)         | 1–1       | Paulton Rovers (8)           |
| Taunton Town (6)            | 1–0       | Laverstock & Ford (9)        |
| Merthyr Town (7)            | 1–1       | Cirencester Town (8)         |
| Bath City (6)               | 2–2       | Hartley Wintney (7)          |
| Yate Town (7)               | 2–1       | Tiverton Town (7)            |
| Winchester City (7)         | 1–3       | Weymouth (6)                 |
| Swindon Supermarine (7)     | 1–0       | Dorchester Town (7)          |
| Bishop's Cleeve (8)         | 3–3       | Helston Athleti (9)          |
| Hungerford Town (6)         | 1–3       | Gloucester City (6)          |
| North Leigh (7)             | 2–3       | Plymouth Parkway (7)         |
| Chippenham Town (6)         | 3–0       | Sholing (8)                  |
| Salisbury (7)               | 1–2       | Oxford City (6)              |
| 18 settembre 2022           |           |                              |
| Herne Bay (7)               | 2–0       | Ashford Utd (8)              |
| 20 settembre 2022           |           |                              |
| Stratford Town (7)          | 0–1       | Banbury Utd (6)              |

#### Replay
| Squadra 1                | Risultato     | Squadra 2            |
| ------------------------ | ------------- | -------------------- |
| 20 settembre 2022        |               |                      |
| Chorley (6)              | 9–0           | Liversedge (7)       |
| Farsley Celtic (6)       | 0–3           | AFC Fylde (6)        |
| Gainsborough Trinity (7) | 4–2 (dts)     | Long Eaton Utd (8)   |
| Peterborough Sports (6)  | 1–0           | Redditch Utd (7)     |
| Congleton Town (9)       | 3–2           | Newcastle Town (8)   |
| Ilkeston Town (7)        | 3–3 (4-5 dtr) | Anstey Nomads (9)    |
| AFC Sudbury (8)          | 2–1           | St Albans City (6)   |
| Braintree Town (6)       | 2–1           | Heybridge Swifts (8) |
| Bedford Town (7)         | 0–3           | King's Lynn Town (6) |
| Bracknell Town (7)       | 3–0           | Chesham Utd (7)      |
| Hayes & Yeading Utd (7)  | 0–2           | Farnborough (6)      |
| Fisher (9)               | 0–3           | Welling Utd (6)      |
| Three Bridges (8)        | 4–0           | Lewes (7)            |
| Chatham Town (8)         | 1–3           | Walton & Hersham (8) |
| Cirencester Town (8)     | 1–2           | Merthyr Town (7)     |
| Hartley Wintney (7)      | 0–1 (dts)     | Bath City (6)        |
| Helston Athletic (9)     | 4–3           | Bishop's Cleeve (8)  |
| 21 settembre 2022        |               |                      |
| Bury AFC (9)             | 5–3           | Lancaster City (7)   |
| Paulton Rovers (8)       | 2–1           | Gosport Borough (7)  |

### Terzo turno di qualificazione
Il sorteggio del terzo turno di qualificazione si è svolto il 20 settembre 2022. Vi hanno preso parte gli 80 vincitori del secondo turno di qualificazione. A questo turno si sono qualificate 7 squadre di 9ª divisione, il livello più basso fin qui rappresentato, vale a dire Congleton Town, Romford, Anstey Nomads, Ashington, Bury AFC, Shefford Town & Campton, Helston Athletic.
| Squadra 1                    | Risultato | Squadra 2                   |
| ---------------------------- | --------- | --------------------------- |
| 30 settembre 2022            |           |                             |
| Needham Market (7)           | 2–0       | Brightlingsea Regent (7)    |
| 1 ottobre 2022               |           |                             |
| Gainsborough Trinity (7)     | 0–1       | Worksop Town (8)            |
| Bamber Bridge (7)            | 0–3       | Buxton (6)                  |
| South Shields (7)            | 5–2       | Marske United (7)           |
| Hyde United (7)              | 1–0       | Darlington (6)              |
| Chester (6)                  | 0–0       | Hanley Town (8)             |
| Scarborough Athl. (6)        | 2–2       | Curzon Ashton (6)           |
| Chorley (6)                  | 0–1       | Blyth Spartans (6)          |
| Congleton Town (9)           | 1–1       | AFC Fylde (6)               |
| Stocksbridge PS (8)          | 2–2       | Ashington (9)               |
| Clitheroe (8)                | 1–1       | Bury AFC (9)                |
| Peterborough Sports (6)      | 3–1       | Hemel H. Town (6)           |
| Cheshunt (6)                 | 1–2       | Kidderminster (6)           |
| Hornchurch (7)               | 3–0       | Braintree Town (6)          |
| Coalville Town (7)           | 3–0       | AFC Sudbury (8)             |
| Billericay Town (7)          | 3–3       | Biggleswade Town (8)        |
| Alvechurch (7)               | 4–0       | Nuneaton Borough (7)        |
| King's Lynn Town (6)         | 6–1       | Kettering Town (6)          |
| Romford (9)                  | 0–5       | Chelmsford City (6)         |
| Basford Utd (7)              | 1–1       | Boston Utd (6)              |
| Anstey Nomads (9)            | 5–0       | Shefford Town & Campton (9) |
| Banbury Utd (6)              | 2–0       | Berkhamsted (8)             |
| St Ives Town (7)             | 3–1       | Chasetown (8)               |
| Taunton Town (6)             | 1–0       | Walton & Hersham (8)        |
| Dulwich Hamlet (6)           | 0–1       | Folkestone Invicta (7)      |
| Hendon (7)                   | 3–2       | Herne Bay (7)               |
| Weston-super-Mare (7)        | 7–2       | Helston Athletic (9)        |
| Carshalton Athletic (7)      | 0–2       | Havant & Waterlooville (6)  |
| Metropolitan Police (7)      | 1–2       | Chippenham Town (6)         |
| Hampton & Richmond Boro. (6) | 6–1       | Paulton Rovers (8)          |
| Weymouth (6)                 | 3–0       | Welling Utd (6)             |
| Oxford City (6)              | 1–1       | Plymouth Parkway (7)        |
| Gloucester City (6)          | 0–1       | Merthyr Town (7)            |
| Worthing (6)                 | 1–2       | Eastbourne Borough (6)      |
| Three Bridges (8)            | 0–3       | Hereford (6)                |
| Bath City (6)                | 0–1       | Sevenoaks Town (8)          |
| Beckenham Town (8)           | 5–3       | Binfield (8)                |
| Yate Town (7)                | 0–3       | Bracknell Town (7)          |
| Swindon Supermarine (7)      | 1–5       | Farnborough (6)             |
| Hanwell Town (7)             | 1–2       | Ebbsfleet Utd (6)           |

#### Replay
| Squadra 1            | Risultato     | Squadra 2             |
| -------------------- | ------------- | --------------------- |
| 4 ottobre 2022       |               |                       |
| Hanley Town (8)      | 0–4           | Chester (6)           |
| Curzon Ashton (6)    | 3–2 (dts)     | Scarborough Athl. (6) |
| AFC Fylde (6)        | 5–1           | Congleton Town (9)    |
| Ashington (9)        | 3–0           | Stocksbridge PS (8)   |
| Biggleswade Town (8) | 3–0           | Billericay Town (7)   |
| Boston Utd (6)       | 3–3 (2-4 dtr) | Basford Utd (7)       |
| Plymouth Parkway (7) | 1–3 (dts)     | Oxford City (6)       |
| 5 ottobre 2022       |               |                       |
| Bury AFC (9)         | 2–0           | Clitheroe (8)         |

### Quarto turno di qualificazione
Il sorteggio del quarto turno di qualificazione si è svolto il 2 ottobre 2022. Vi hanno preso parte 64 squadre, i 40 vincitori del terzo turno di qualificazione e le 24 squadre della National League. A questo turno si sono qualificate 3 squadre di 9ª divisione, il livello più basso fin qui rappresentato, vale a dire Anstey Nomads, Ashington e Bury AFC.
| Squadra 1                  | Risultato | Squadra 2              |
| -------------------------- | --------- | ---------------------- |
| 15 ottobre 2022            |           |                        |
| Oldham Athletic (5)        | 1–1       | Chester (6)            |
| Kidderminster (6)          | 2–2       | AFC Fylde (6)          |
| King's Lynn Town (6)       | 3–1       | Ashington (9)          |
| Bury AFC (9)               | 1–2       | York City (5)          |
| South Shields (7)          | 1–0       | Scunthorpe Utd (5)     |
| Solihull Moors (5)         | 1–0       | Basford Utd (7)        |
| Peterborough Sports (6)    | 0–1       | Curzon Ashton (6)      |
| Blyth Spartans (6)         | 1–1       | Wrexham (5)            |
| Altrincham (5)             | 2–2       | Gateshead (5)          |
| Anstey Nomads (9)          | 0–3       | Chesterfield (5)       |
| Alvechurch (7)             | 3–2       | Worksop Town (8)       |
| Buxton (6)                 | 2–1       | Hyde United (7)        |
| Notts County (5)           | 2–3       | Coalville Town (7)     |
| St Ives Town (7)           | 0–3       | FC Halifax Town (5)    |
| Bromley (5)                | 1–2       | Hereford (6)           |
| Torquay Utd (5)            | 2–2       | Hampton & Richmond (6) |
| Yeovil Town (5)            | 0–0       | Taunton Town (6)       |
| Maidenhead United (5)      | 2–1       | Eastbourne Borough (6) |
| Dorking Wanderers (5)      | 1–3       | Eastleigh (5)          |
| Ebbsfleet Utd (6)          | 2–0       | Sevenoaks Town (8)     |
| Woking (5)                 | 2–1       | Southend Utd (5)       |
| Beckenham Town (8)         | 0–7       | Dag & Red (5)          |
| Hendon (7)                 | 2–2       | Chippenham Town (6)    |
| Havant & Waterlooville (6) | 1–2       | Weymouth (6)           |
| Hornchurch (7)             | 1–4       | Oxford City (6)        |
| Bracknell Town (7)         | 2–1       | Banbury Utd (6)        |
| Boreham Wood (5)           | 5–3       | Wealdstone (5)         |
| Barnet (5)                 | 3–0       | Weston-super-Mare (7)  |
| Needham Market (7)         | 1–0       | Maidstone Utd (5)      |
| Chelmsford City (6)        | 2–0       | Aldershot Town (5)     |
| Merthyr Town (7)           | 2–1       | Folkestone Invicta (7) |
| Farnborough (6)            | 7–0       | Biggleswade Town (8)   |

#### Replay
| Squadra 1              | Risultato     | Squadra 2           |
| ---------------------- | ------------- | ------------------- |
| 18 ottobre 2022        |               |                     |
| Chester (6)            | 2–2 (3-4 dtr) | Oldham Athletic (5) |
| AFC Fylde (6)          | 2–0           | Kidderminster (6)   |
| Wrexham (5)            | 3–2           | Blyth Spartans (6)  |
| Gateshead (5)          | 2–1           | Altrincham (5)      |
| Hampton & Richmond (6) | 1–2           | Torquay Utd (5)     |
| Taunton Town (6)       | 1–0           | Yeovil Town (5)     |
| Chippenham Town (6)    | 1–0           | Hendon (7)          |